# Otto Alfred Alcenius
 Otto Alfred Alcenius (1838 – 1913) foi um botânico finlandês.